# Tour Terral
Tour Terral fue la tercera gira musical del cantante y compositor malagueño Pablo Alborán. La gira fue realizada en apoyo a su nuevo trabajo,  Terral (publicado en noviembre de 2014). Las primeras fechas fueron anunciadas en diciembre de ese mismo año a través de la web oficial del cantante.
Dio comienzo el pasado 28 de febrero de 2015 en Bogotá y continuó por América y Europa en los meses siguientes.

## Repertorio
1. Está permitido
2. La escalera
3. Pasos de cero
4. Ecos
5. Recuérdame
6. Quimera
7. Un buen amor
8. Desencuentro
9. Cuando te alejas
10. Miedo
11. El beso
12. Perdóname
13. Ahogándome en tu adiós
14. Caramelo
15. Quién
16. Gracias
17. Dónde está el amor
18. Tanto
19. Éxtasis
20. Volver a empezar
21. Solamente tú
22. Por fin
23. Vívela
24. Despídete

## Fechas
Las primeras fechas anunciadas recalaban en Europa y Norteamérica, aunque se confirmó que más adelante se anunciarían las fechas de una nueva etapa en Latinoamérica.
| Primera etapa: Latinoamérica y México       |                        |                      |                                                                                          |
| 28 de febrero de 2015                       | Bogotá                 | Colombia             | Teatro Jorge Eliécer Gaitán                                                              |
| 5 de marzo de 2015                          | Quito                  | Ecuador              | Ágora de la Casa de la Cultura Ecuatoriana                                               |
| 7 de marzo de 2015                          | Lima                   | Perú                 | Auditorio del Pentagonito                                                                |
| 11 de marzo de 2015                         | Santiago               | Chile                | Teatro Caupolicán                                                                        |
| 13 de marzo de 2015                         | Concepción             | Chile                | SurActivo                                                                                |
| 14 de marzo de 2015                         | Viña del Mar           | Chile                | Enjoy Viña del Mar                                                                       |
| 18 de marzo de 2015                         | Mendoza                | Argentina            | Auditorio Ángel Bustelo                                                                  |
| 20 de marzo de 2015                         | Córdoba                | Argentina            | Quality Espacio                                                                          |
| 21 de marzo de 2015                         | Buenos Aires           | Argentina            | Luna Park                                                                                |
| 24 de marzo de 2015                         | Montevideo             | Uruguay              | Teatro de Verano Ramón Collazo                                                           |
| 26 de marzo de 2015                         | Rosario                | Argentina            | City Center Rosario                                                                      |
| 28 de marzo de 2015                         | Asunción               | Paraguay             | Centro de Convenciones de la Conmebol                                                    |
| 18 de abril de 2015                         | Santo Domingo          | República Dominicana | Anfiteatro municipal Nuryn Sanlley                                                       |
| 23 de abril de 2015                         | Monterrey              | México               | Auditorio Citibanamex                                                                    |
| 24 de abril de 2015                         | Ciudad de México       | México               | Auditorio Nacional                                                                       |
| 25 de abril de 2015                         | Guadalajara            | México               | Auditorio Telmex                                                                         |
| Segunda etapa: Europa                       |                        |                      |                                                                                          |
| 15 de mayo de 2015                          | San Sebastián          | España               | Velódromo de Anoeta                                                                      |
| 16 de mayo de 2015                          | Zaragoza               | España               | Pabellón Príncipe Felipe                                                                 |
| 19 de mayo de 2015                          | París                  | Francia              | Le Trianon                                                                               |
| 22 de mayo de 2015                          | Plasencia              | España               | Estadio municipal de la ciudad deportiva                                                 |
| 23 de mayo de 2015                          | Lisboa                 | Portugal             | MEO Arena                                                                                |
| 27 de mayo de 2015                          | Bucarest               | Rumanía              | Sala Palatului                                                                           |
| 29 de mayo de 2015                          | Almería                | España               | Palacio de Juegos del Mediterráneo                                                       |
| 30 de mayo de 2015                          | Elche                  | España               | Explanada de la Universidad                                                              |
| 5 de junio de 2015                          | Málaga                 | España               | Auditorio municipal Cortijo de Torres                                                    |
| 6 de junio de 2015                          | Málaga                 | España               | Auditorio municipal Cortijo de Torres                                                    |
| 11 de junio de 2015                         | Madrid                 | España               | Plaza de Toros de Las Ventas (Grabación del DVD Tour Terral - Tres noches en Las Ventas) |
| 12 de junio de 2015                         | Madrid                 | España               | Plaza de Toros de Las Ventas (Grabación del DVD Tour Terral - Tres noches en Las Ventas) |
| 13 de junio de 2015                         | Madrid                 | España               | Plaza de Toros de Las Ventas (Grabación del DVD Tour Terral - Tres noches en Las Ventas) |
| 18 de junio de 2015                         | Barcelona              | España               | Palau Sant Jordi                                                                         |
| 19 de junio de 2015                         | Barcelona              | España               | Palau Sant Jordi                                                                         |
| 26 de junio de 2015                         | Bilbao                 | España               | Bilbao Arena Miribilla                                                                   |
| 27 de junio de 2015                         | Valladolid             | España               | Feria de Valladolid                                                                      |
| 2 de julio de 2015                          | Valencia               | España               | Plaza de Toros de Valencia                                                               |
| 3 de julio de 2015                          | Valencia               | España               | Plaza de Toros de Valencia                                                               |
| 5 de julio de 2015                          | Nerja                  | España               | Cueva de Nerja                                                                           |
| 8 de julio de 2015                          | Cádiz                  | España               | Castillo de San Sebastián                                                                |
| 10 de julio de 2015                         | Gijón                  | España               | Patio de La Laboral                                                                      |
| 11 de julio de 2015                         | La Coruña              | España               | Coliseum da Coruña                                                                       |
| 16 de julio de 2015                         | La Palma               | España               | Recinto de las Fiestas Lustrales                                                         |
| 17 de julio de 2015                         | Tenerife               | España               | Plaza del Cristo de La Laguna                                                            |
| 18 de julio de 2015                         | Maspalomas             | España               | Estadio municipal de Maspalomas                                                          |
| 23 de julio de 2015                         | Santander              | España               | Campa de la Magdalena                                                                    |
| 24 de julio de 2015                         | Manzanares             | España               | Campo de fútbol municipal de Manzanares                                                  |
| 25 de julio de 2015                         | Baeza                  | España               | Campo de fútbol municipal de Baeza                                                       |
| 28 de julio de 2015                         | Cantanhede             | Portugal             | Parque Expo-Desportivo de S. Mateus                                                      |
| 31 de julio de 2015                         | Roquetas de Mar        | España               | Plaza de Toros de Roquetas de Mar                                                        |
| 1 de agosto de 2015                         | Torremolinos           | España               | Estadio municipal El Pozuelo                                                             |
| 2 de agosto de 2015                         | Lepe                   | España               | Campo de fútbol municipal de Lepe                                                        |
| 6 de agosto de 2015                         | Los Alcázares          | España               | Polideportivo municipal                                                                  |
| 7 de agosto de 2015                         | Alicante               | España               | Plaza de Toros de Alicante                                                               |
| 8 de agosto de 2015                         | Tarragona              | España               | Tarraco Arena Plaza                                                                      |
| 11 de agosto de 2015                        | Calella de Palafrugell | España               | Auditorio Festival Cap Roig                                                              |
| 12 de agosto de 2015                        | Calella de Palafrugell | España               | Auditorio Festival Cap Roig                                                              |
| 14 de agosto de 2015                        | Almendralejo           | España               | Estadio Francisco de la Hera                                                             |
| 15 de agosto de 2015                        | Chiclana               | España               | Campo municipal de fútbol de Chiclana                                                    |
| 19 de agosto de 2015                        | Onteniente             | España               | Estadio municipal El Clariano                                                            |
| 20 de agosto de 2015                        | Ibiza                  | España               | Estadi municipal de Can Misses                                                           |
| 22 de agosto de 2015                        | Palma de Mallorca      | España               | Plaza de Toros de Palma                                                                  |
| 28 de agosto de 2015                        | Nules                  | España               | Campo de fútbol Noulas                                                                   |
| 4 de septiembre de 2015                     | Murcia                 | España               | Cuartel de Artillería                                                                    |
| 5 de septiembre de 2015                     | Albacete               | España               | Estadio Carlos Belmonte                                                                  |
| 11 de septiembre de 2015                    | Pontevedra             | España               | Explanada del recinto ferial Pazo da Cultura                                             |
| 12 de septiembre de 2015                    | Oviedo                 | España               | Recinto ferial La Ería                                                                   |
| 13 de septiembre de 2015                    | Salamanca              | España               | Multiusos Sánchez Paraíso                                                                |
| 18 de septiembre de 2015                    | Sevilla                | España               | Auditorio municipal Rocío Jurado                                                         |
| 19 de septiembre de 2015                    | Sevilla                | España               | Auditorio municipal Rocío Jurado                                                         |
| 2 de octubre de 2015                        | Córdoba                | España               | Plaza de Toros Los Califas                                                               |
| 3 de octubre de 2015                        | Granada                | España               | Palacio municipal de los Deportes                                                        |
| 16 de octubre de 2015                       | Logroño                | España               | Plaza de Toros de La Ribera                                                              |
| 23 de octubre de 2015                       | Barcelona              | España               | Palau Sant Jordi                                                                         |
| Tercera etapa: Norteamérica y Centroamérica |                        |                      |                                                                                          |
| 5 de noviembre de 2015                      | Nueva York             | Estados Unidos       | Irving Plaza                                                                             |
| 6 de noviembre de 2015                      | Orlando                | Estados Unidos       | House of Blues Orlando                                                                   |
| 7 de noviembre de 2015                      | San Juan               | Puerto Rico          | Centro de Bellas Artes Luis A. Ferré                                                     |
| 13 de noviembre de 2015                     | Washington D. C.       | Estados Unidos       | Howard Theatre                                                                           |
| 14 de noviembre de 2015                     | Pharr                  | Estados Unidos       | Pharr Events Center                                                                      |
| 15 de noviembre de 2015                     | Miami                  | Estados Unidos       | The Fillmore Miami Beach                                                                 |
| 20 de noviembre de 2015                     | Indio                  | Estados Unidos       | Fantasy Springs Resort Casino                                                            |
| 21 de noviembre de 2015                     | Los Ángeles            | Estados Unidos       | Wiltern Theatre                                                                          |
| 22 de noviembre de 2015                     | Ensenada               | México               | Bodegas del Valle                                                                        |
| Cuarta etapa: América                       |                        |                      |                                                                                          |
| 26 de mayo de 2016                          | Panamá                 | Panamá               | Teatro Anayansi                                                                          |
| 28 de mayo de 2016                          | Santo Domingo          | República Dominicana | Anfiteatro Nuryn Sanlley                                                                 |
| 2 de junio de 2016                          | Montevideo             | Uruguay              | Palacio Contador Gastón Guelfi "Peñarol"                                                 |
| 4 de junio de 2016                          | Córdoba                | Argentina            | Quality Espacio                                                                          |
| 5 de junio de 2016                          | Rosario                | Argentina            | Teatro El Círculo                                                                        |
| 8 de junio de 2016                          | Buenos Aires           | Argentina            | Teatro Gran Rex                                                                          |
| 9 de junio de 2016                          | Buenos Aires           | Argentina            | Teatro Gran Rex                                                                          |
| 11 de junio de 2016                         | Santiago               | Chile                | Movistar Arena                                                                           |
| 14 de junio de 2016                         | Bogotá                 | Colombia             | Royal Center Centro de Eventos                                                           |
| 16 de junio de 2016                         | Medellín               | Colombia             | Teatro de la Universidad de Medellín                                                     |
| 18 de junio de 2016                         | Querétaro              | México               | Auditorio Josefa Ortiz de Domínguez                                                      |
| 22 de junio de 2016                         | Ciudad de México       | México               | Auditorio Nacional                                                                       |
| 24 de junio de 2016                         | Tijuana                | México               | Audiorama El Trompo                                                                      |
| 25 de junio de 2016                         | Mexicali               | México               | Palenque Fex Mexicali                                                                    |